# Hidrostatika
Hidrostátika je veda, ki preučuje mirujoče tekočine. Za slednje je značilno, da je sila na katerokoli točko v tekočini enaka iz vseh smeri. Če ta pogoj o ravnovesju sil ne velja, se tekočina premakne v smeri rezultante sil. Koncept je leta 1647 v nekoliko razširjeni obliki prvi formuliral francoski matematik in filozof Blaise Pascal. Hidrostatika ima pomembno uporabo v tehniki (hidravlika).

## Hidrostatični paradoks
Hídrostátični paradóks je navidez protislovno dejstvo, da je hidrostatični tlak na dnu posode, v kateri je mirujoča kapljevina, odvisen le od višine stolpca kapljevine, ne pa od oblike posode. Sila na enako veliko površino dna je torej v vseh treh primerih na sliki enaka.
Hidrostatični paradoks je odkril nizozemski matematik Simon Stevin.